# Doja Cat
Amala Ratna Zandile Dlamini, dite Doja Cat (/ˈdoʊdʒə ˈkæt/), née le 21 octobre 1995 à Los Angeles, est une rappeuse, chanteuse, auteure-compositrice-interprète et réalisatrice artistique américaine.

## Biographie

### Jeunesse et débuts
Amala Ratna Zandile Dlamini naît le 21 octobre 1995 dans une famille d'artistes à Tarzana, un quartier de Los Angeles. Sa mère, Deborah Elizabeth Sawyer (née le 1er janvier 1970), est une peintre et designer graphique américaine d'origine juive ashkénaze. Son père, Dumisani Dlamini (né le 23 octobre 1963), est un acteur et producteur sud-africain d'origine zoulou, mieux connu pour avoir joué dans Sarafina ! à Broadway. Ses parents se sont rencontrés à New York lorsque Dumisani Dlamini jouait à Broadway, puis ils ont vécu une courte histoire d'amour, car Dumisani Dlamini était trop occupé avec sa carrière pour passer du temps avec Doja Cat et son frère aîné Raman Dlamini. Dumisani a déclaré avoir laissé sa famille aux États-Unis pour retourner en Afrique du Sud car il avait le mal du pays, mais il espérait que ses enfants finiraient par le rejoindre. Doja Cat dit n'avoir jamais rencontré son père, mais ce dernier affirme le contraire.
Peu après sa naissance, Doja Cat déménage à Rye (New York) où elle vit durant cinq ans avec sa grand-mère maternelle, une peintre et architecte juive américaine. À partir de ses huit ans, Doja Cat retourne vivre avec sa mère et son frère en Californie, où la famille s'installe dans un ashram à Agoura Hills et pratique l'hindouisme pendant quatre ans. Alice Coltrane est la fondatrice de cette communauté et initie Doja Cat à la musique jazz et au bhajan. La famille s'installe ensuite à Oak Park (Californie), où elle connaît une « enfance sportive », pratiquant le skateboard et visitant souvent Malibu pour les camps de surf. Doja Cat et son frère sont alors victimes de racisme car il y avait très peu d'enfants métis dans leur quartier. Elle n'aime plus l'école et s'intéresse de près à la danse. Elle participe donc à des cours de breakdance, puis intègre un groupe de popping avec lequel elle participe à des battles de danse à Los Angeles. Sa tante est professeure de chant et lui donne régulièrement des cours. A cette époque, elle sèche régulièrement les cours pour participer à un salon de discussion rempli de rhétorique offensive. Elle a dit à Paper qu'elle avait une implication quasi « religieuse » dans ce salon de discussion anonyme et qu'elle y participait toujours en décembre 2019. Finalement, elle décide d'arrêter définitivement ses études à l'âge de seize ans, car la musique et la danse étaient au centre de sa vie.

### Carrière

#### 2013-2017:Purrr!et collaborations
Doja Cat sort son premier single So High. Elle gagne en notoriété cette année-là lorsqu’elle signe un accord de coentreprise chez RCA Records avec Kemosable Records. Elle signe chez eux fin 2013 mais l’accord n’est finalisé qu’en début 2014. Doja Cat publie son premier EP, Purrr ! (décrit comme étant « planant et influencé par le genre R&B de l’est » par The Fader)  plus tard dans l’année. En publiant le clip vidéo de son premier single So High, le magazine Vibe la qualifie comme étant une « prodige psychédélique de 18 ans ». La chanson figure dans la bande originale de la série télévisée Empire, dans le troisième épisode de la première saison. No Police est le deuxième single de Purrr ! .
Son premier concert en Europe se déroule à Paris sur la scène de la Gaîté Lyrique, en novembre 2014.
Elle commence à publier plus de musiques sur SoundCloud et sur Youtube lorsqu’elle gagne en popularité. Vers mi-2015, Doja Cat signe chez le label de OG Maco, OGG. À la suite de cette signature, les deux artistes travaillent ensemble sur la chanson Monster de l’album de Maco Children of the Rage, publié en 2017. Elle collabore également avec d’autres artistes tels que Elliphant, Hellboy, Skoolie Escobar, Pregnant Boy, et frumhere. Doja sort le single Candy le 9 Septembre 2016. La chanson attire l’attention de la culture mainstream pendant trois ans à grâce à son utilisation dans des vidéos virales sur le réseau social TikTok, et atteint la 86e position dans le Billboard Hot 100 en 2019. Le 13 Juillet 2017, Doja Cat apparaît sur le single Right Side de L8LOOMER. Cette chanson est ensuite ajoutée au premier album de L8LOOMER, Soulm8s, en 2018. Pendant ce temps, elle publie aussi plusieurs chansons qu’elle a produites et écrites elle-même exclusivement sur sa page SoundCloud.

#### 2018–2019:Amala

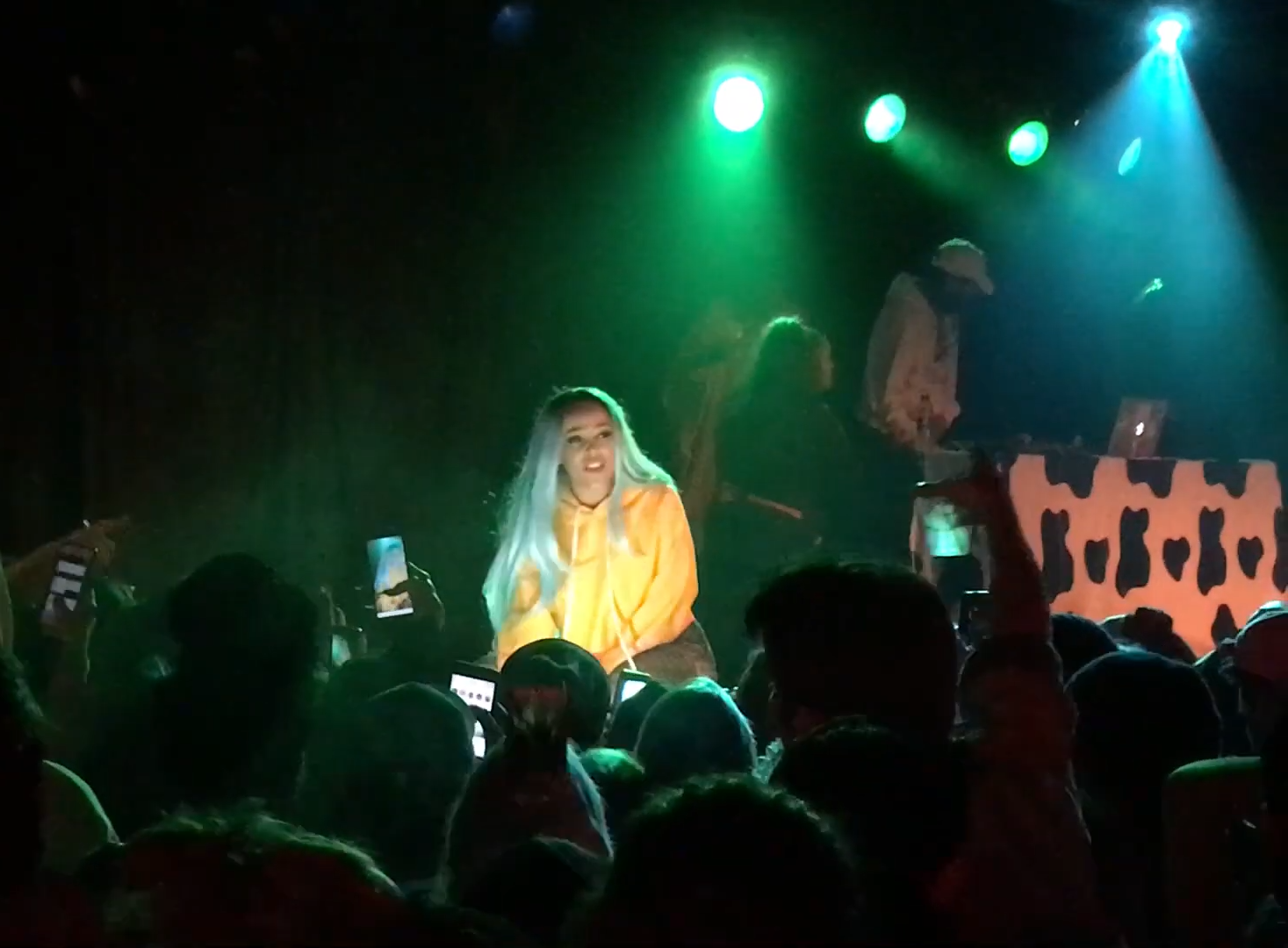
Doja Cat en concert en octobre 2018.

Le 1er février 2018, Doja Cat sort son premier single Roll with Us. Le 9 mars 2018, elle publie le deuxième single de son album à venir, Go to Town, accompagné d’un clip posté le même jour sur sa chaîne YouTube. En mars 2020, le clip vidéo a atteint 29 millions de vues sur la plateforme. Le 30 mars 2018, elle sort enfin son premier album studio, Amala. Le 10 août 2018, Doja Cat sort une chanson intitulée Mooo! sur YouTube, chanson fantaisiste aux paroles absurdes, dans laquelle elle fantasme d'être une vache. Réalisée dans l'intention de devenir un mème, la chanson est rapidement devenue virale. La vidéo a attiré l'attention et les éloges d'artistes célèbres tels que Chance the Rapper, Katy Perry et Chris Brown. Le 31 août, elle sort la version single de Mooo!. Le clip a acquis plus de 65 millions de vues depuis sa sortie sur YouTube, et a inspiré plusieurs blagues et memes sur les réseaux sociaux.
En février 2019, Doja Cat sort son single Tia Tamera en featuring avec Rico Nasty, premier single de l'édition deluxe de son album Amala. Le mois suivant, elle fait une apparition sur la chaîne YouTube à succès Colorsklll avec une performance de Juicy, une chanson tirée de son album. Le 15 août 2019, Doja Cat publie un remix de Juicy avec Tyga, accompagné d’un clip vidéo. La chanson a débuté au 83e rang et a culminé au 41e rang du Billboard Hot 100, devenant ainsi sa première chanson à atteindre ce classement. Le succès de Juicy a également aidé son album Amala à figurer dans le classement Billboard 200 en position 162.

#### 2019–2020:Hot Pink

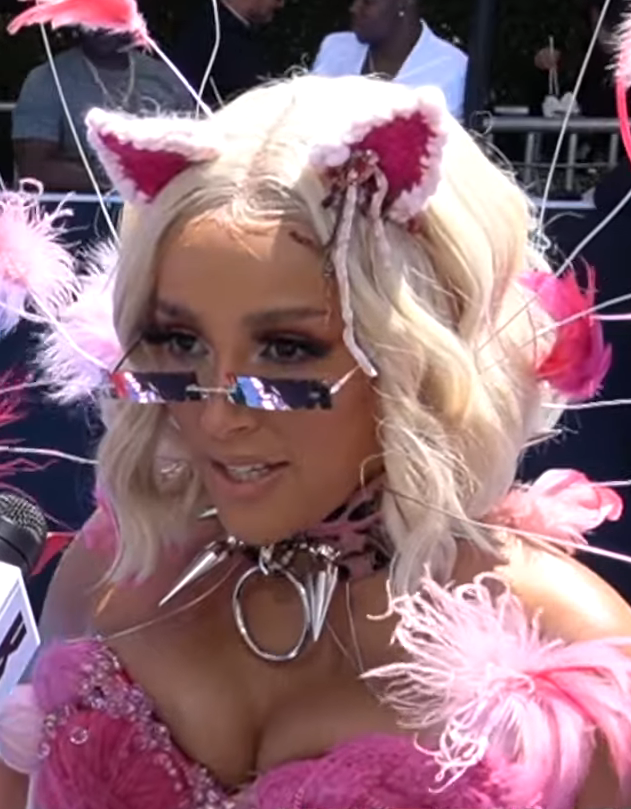
Doja Cat lors des BET Awards en 2019.

Un an et demi après son premier album, Doja Cat révèle Bottom Bitch, le premier single de son deuxième album, le 3 octobre 2019. Le 26 octobre 2019, elle sort un autre single appelé Rules. Le 7 novembre 2019, Doja Cat publie son deuxième album Hot Pink, et reçoit des critiques globalement favorables. Il culmine au rang 17 dans le Billboard 200. Le 15 décembre 2019, Doja Cat annonce qu'elle a contribué à la chanson Boss Bitch de la bande originale du film de super-héros Birds of Prey, sortie en tant que troisième single de son album, le 23 janvier 2020,.
Le 28 janvier 2020, la chanson Say So de Doja Cat passe à la radio, devenant ainsi le cinquième single de son album Hot Pink. La chanson est initialement publiée à la sortie de l’album en novembre 2019, mais gagne ensuite en popularité grâce aux réseaux sociaux, en particulier sur TikTok et sur Fortnite Battle Royale où une emote du même nom utilisant la musique et des danses présentes dans le clip est sortie à partir du 5 septembre 2020. Doja Cat  interprète la chanson dans l’émission The Tonight Show starring Jimmy Fallon le 26 février 2020. Le lendemain, Doja Cat publie le clip de la chanson, réalisé par Hannah Lux Davis. Say So culmine à la 5e position du Billboard Hot 100, devenant ainsi le premier hit de Doja Cat à apparaitre dans le Top 20. Le clip met notamment en scène Haley Sharpe, la personnalité ayant créé la danse pour Say So sur l’application TikTok. En mai, le remix de Say So, en featuring avec Nicki Minaj, est dévoilé et parachève le succès de la chanson, en devenant le 1er single numéro 1 du Billboard Hot 100 pour les deux artistes. Le 25 mars 2020, Doja Cat s'apprête à se lancer dans sa tournée, le Hot Pink Tour, afin de promouvoir son deuxième album studio. La tournée comprend quinze spectacles à travers toute l'Amérique du Nord, dont deux performances au festival Coachella,. Elle sort le 9 octobre avec Bebe Rexha Baby I'm Jealous. Puis elle est nommée au NRJ Music Awards Paris Edition qui seras diffusée le 5 décembre.
À l'occasion des MTV Europe Music Awards, diffusées à Londres à l'automne 2020, Doja Cat réalise une version metal de Say So.

#### 2021-2022:Planet Her
Début 2021, Doja Cat continue de multiplier les collaborations. Le 7 janvier 2021, Saweetie sort le clip de Best Friend en featuring avec Doja Cat. Le clip atteindra les 100 millions de vues sur YouTube en trois mois.
Le 14 janvier 2021, Ariana Grande dévoile le remix de son single 34+35 en compagnie de Doja Cat et Megan Thee Stallion avant qu'un clip ne soit dévoilé un mois plus tard, le 12 février 2021.
À la mi-janvier, Doja Cat connaît l'un de ses succès les plus imprévisibles : l'ascension de Streets, chanson écrite en 2018 et issue de son album Hot Pink sorti en novembre 2019. Certaines de ses performances live de la chanson publiées en décembre 2020 sur sa chaîne YouTube pour Noël sont repérées sur TikTok. La chanson est également associée à Put Your Head On My Shoulder de Paul Anka pour former le viral Silhouette Challenge. Ce succès pousse Doja Cat à sortir le 9 mars 2021 le clip de la chanson, devenant ainsi le 7e single de son album Hot Pink.
En mars 2021, Doja Cat participe à la cérémonie des Grammy Awards où elle y est nommée dans 3 catégories : Best New Artist, Record of the Year pour Say So et Best Pop Solo Performance pour Say So. Elle y performera une dernière fois Say So sur scène mais ne remportera pas de prix malgré ses trois nominations.
Parmi tous ses titres, la chanson la plus populaire de Doja Cat début 2021 en France est sa collaboration dans le titre Del Mar d'Ozuna en featuring avec Sia, pourtant dévoilé en Octobre 2020. La chanson est diffusée sur les radios françaises et a demeuré dans le Top 200 Spotify France les six premiers mois de 2021 dont quatre mois consécutivement dans le Top 50 Spotify France.

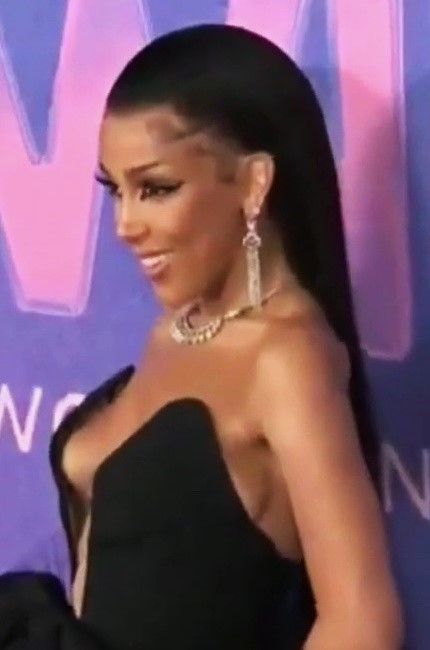
Doja Cat lors des Billboard Women in Music en 2022.

Après plusieurs mois de teasing de son futur album, Planet Her, Doja Cat sort le lead single Kiss Me More avec SZA le 9 avril 2021, accompagné d'un clip.
Deux mois plus tard, le 11 juin 2021, Doja Cat dévoile la deuxième chanson issue de Planet Her, Need to Know, qui s'avère être un single promotionnel. Elle confirme par la même occasion que le deuxième single de l'album sera la collaboration avec The Weeknd sur You Right. Son troisième album, Planet Her, composé de 14 titres, sort  donc le 25 Juin 2021 et a culminé à la 2e place du Billboard 200. Dans les charts français, Doja Cat continue de gagner de la notoriété en France avec son album atteignant la 13e place, en belle progression par rapport à Hot Pink qui n'a fait mieux que 51e. Need To Know, dans un premier temps single promotionnel, deviendra le 3e single de l'album le 31 août 2021.
Le 24 août 2021, elle devient la première rappeuse de l'histoire à placer 3 chansons simultanément dans le Top 10 Spotify Monde avec Need To Know (#6), Woman (#9) et Kiss Me More (#10). Le 4 septembre 2021, elle atteint le nombre de 61,8 millions d'auditeurs mensuels sur Spotify, la plaçant ainsi 5e des artistes les plus écoutés au monde sur la plateforme à ce moment-là, la deuxième femme et premier artiste de rap. Ces 61,8 millions sont également la 3e meilleure performance de l'histoire pour une artiste féminine, seules Ariana Grande (90 millions) et Dua Lipa ont déjà réalisé une meilleure performance par le passé. La prouesse est d'autant plus grande que Doja Cat n'était qu'à 33,2 millions d'auditeurs mensuels à la mi-janvier 2021, soit une hausse de 86,14% en seulement 8 mois. Deux ans et demi après avoir délivré son deuxième concert en France le 08 mars 2019 dans une petite salle de 500 places (au théâtre des Étoiles à Paris), Doja Cat délivrera sa troisième performance en France en tant que 5e artiste le plus écouté au monde sur Spotify, à l'occasion du festival Global Citizen Live au Champ-de-Mars à Paris, le 25 septembre 2021. Doja Cat est également annoncée en featuring avec Lil Nas X sur la chanson Scoop, issue du premier album intitulé Montero du rappeur américain.
En fin d'année 2021, Doja Cat révèle lors d'un Live sur Instagram avoir fait un burn-out professionnel ; elle exprime son mépris envers les « obligations inutiles » et la pression qu'elle subit depuis qu'elle est connue.

#### 2023:Scarlet
Depuis 2022, Doja Cat est au centre d'une polémique qui affirme que la rappeuse est une Illuminati,. En début d'année 2023, Doja Cat révèle qu'elle compte continuer de susciter des questions et rumeurs. Le 22 mars 2023, elle annonce sur ses réseaux sociaux que son quatrième album s'intitule Hellmouth.
Le 14 avril 2023, Doja Cat pose sa voix sur le remix de Kill Bill, célèbre chanson de SZA. Le 9 mai 2023, elle annonce sur ses réseaux sociaux que son album s'intitulera finalement First of All, avant d'annoncer quelques jours plus tard qu'elle envisage de changer de titre. Début mai, Doja Cat révèle sur son compte Twitter que ses précédents albums Hot Pink (2019) et Planet Her (2021) n'étaient que du marketing, et pas de la « vraie musique » selon l'artiste. Le 16 juin 2023, elle sort le premier single, intitulé Attention dont le clip totalise plus de 3,9 millions de vues sur YouTube en deux jours seulement. Le 30 juin, l'artiste annonce sa tournée, The Scarlet Tour, commençant le 31 octobre de cette même année. Le 4 août 2023, elle sort le second single, intitulé Paint The Town Red, qui atteindra la première place du Hot 100 au Billboard.
Finalement, après beaucoup d'hésitation de sa part, Doja Cat intitulera son album Scarlet, et ce dernier sort le 22 septembre 2023. Elle publie sur Instagram une pochette pour l'album, une araignée écarlate (scarlet en anglais), puis finalement changera cette dernière pour deux araignées collées l'une à l'autre avec des perles en guise d'abdomen. Ce changement s'est fait suite à la réaction de certaines personnes ayant remarqué que les pochettes de Scarlet et celle d'un album d'un groupe de metal nommé « Chaver » étaient identiques.
Elle sortira ensuite un troisième single, promotionnel, nommé Demons le 1er septembre 2023.
Lors de la cérémonie des VMA Awards 2023, Doja Cat performera ses trois singles, Attention, Paint The Town Red et Demons, sous la forme d'un mashup, accompagnée de danseurs à l'image de son alter ego « Scarlet ».
Doja Cat publie le 12 septembre 2023 la tracklist de son album sur Instagram. L'album comporte 15 titres et il n'y a aucun featuring. Enfin, une semaine avant la sortie de son album, le 15 septembre 2023, elle sort un quatrième single, Balut.
Le 2 mars 2025, elle chante lors de la 97e cérémonie des Oscars pour l'hommage à James Bond aux côtés de Raye et Lisa.

## Image publique
Doja Cat est référencée comme une « habile troll d’Internet » et est connue pour créer des posts loufoques et absurdes sur Twitter ou encore TikTok, même si elle a déclaré récemment se sentir "mal à l'aise" par rapport aux commentaires usant de gaslighting envers elle sur TikTok. Avec son excentrique sens de l’humour et son attitude rebelle, Doja Cat est connue pour son attrait particulier envers "la création de merde stupide sur Internet". Billboard ira jusqu’à utiliser l’expression "Internet weirdo" (littéralement "une bizarre d’Internet" en français) pour décrire Doja Cat sur la couverture mensuelle de leur magazine en Avril 2021 dans un titre malgré tout élogieux : "Comment une bizarre d’Internet a amené la pop dans une autre dimension". Cette image loufoque de Doja Cat tend à s’amenuiser au fil des mois, où elle est prise beaucoup plus sérieusement comme une artiste,.
Sur les réseaux sociaux, Doja Cat a régulièrement utilisé la plateforme Instagram pour écrire ses chansons en live avec ses fans et également partager de nombreuses chansons en avant-première, certaines plusieurs mois avant leur sortie. Une réelle proximité entre l’artiste et ses fans existe encore en 2021 : elle conserve toujours son franc-parler sur Twitter, une fréquence élevée de lives Instagram, des posts TikTok réguliers et même des lives Twitch en jouant à Little Nightmares 2 et Grand Theft Auto V.

### 2025: Collaborations et nouvelle ère
Après quelques collaborations musicales, notamment avec LISA et Jack Harlow, Doja Cat annonce un nouvel album le 24 octobre 2024, en partageant le mot « album » sur sa page X.

## Polémiques

### Polémique des tweets injurieux
En 2018, Doja Cat a dû essuyer les conséquences de tweets écrits quelques années auparavant, et qui n’ont pas été supprimés, restant par conséquent toujours visibles par les internautes. Ces derniers y ont vu l’utilisation du mot faggot (littéralement pédé en français) dans l’un de ses tweets datant de 2015, où elle utilise ce mot pour décrire les artistes de hip-hop Tyler, The Creator et Earl Sweatshirt. Elle a rédigé un tweet d’excuses, qui n’a finalement fait qu’empirer la controverse. Elle y déclarait : « J’appelle certaines personnes avec ce terme depuis mes années lycée en 2015,.[…] j’ai dû dire ce terme approximativement 15 000 fois dans ma vie. Est-ce que cela veut dire que je hais les gays ? Je ne pense pas que je hais les gays. Les gays sont ok ». Plus tard dans la journée, Doja Cat s’est finalement excusée des mots utilisés dans ses tweets, avant de supprimer tous les tweets reliés à cette affaire.

### Controverses de mai 2020
En mai 2020, la chanson de Doja Cat intitulée Dindu Nuffin et écrite en 2015 refait surface. Ce terme, qui provient de Didn’t do nothing (je n’ai rien fait en français) est utilisé par l’alt-right comme mot codé pour ridiculiser les afro-américains victimes de violences policières et qui clament leur innocence,. Doja Cat s’est excusée, clamant que sa volonté initiale était d’inverser le sens du mot en l’insérant dans une chanson écrite en réponse aux « personnes qui utilisent ce terme pour l’offenser ». Elle décrit cette volonté comme une « mauvaise décision » et a également démenti l’accusation selon laquelle il s’agirait d’une chanson en réponse à la mort de Sandra Bland, « une des pires rumeurs qu’elle n’ait jamais eu à affronter »,,.
Elle a également fait un live Instagram pour répondre et s’expliquer, voire démentir, des vidéos sans équivoque où l’on peut voir la rappeuse, à travers sa caméra, dans des salons de discussion anonyme du site TinyChat. On la voit utiliser le terme controversé "nigger" et discuter dans le salon vidéo en présence de membres de l’alt-right et de la communauté Incel,. Elle admet dans ce live participer à ces salons de discussion en ligne pour sociabiliser depuis qu’elle est enfant, et même quelques semaines avant que les vidéos ne soient rendus publiques. Elle réfute en revanche tout propos raciste ou discriminatoire de sa part tenu dans les chat rooms,,. Des utilisateurs fréquents de la chat room ont plus tard confirmé que le contenu des propos tenus dans la chat room n’étaient pas particulièrement racistes et que Doja Cat n’a jamais tenu de propos discriminatoires dans ces conversations.
Malgré divers critiques et le hashtag DojaCatIsOverParty sur Twitter, Doja Cat aura réussi à sortir plutôt indemne de ces très grosses controverses qui auraient pu mettre un réel frein à sa carrière.

### Autres controverses
Doja Cat a dû essuyer de vives critiques au cours de sa carrière pour le choix de son producteur, Dr Luke. En effet, celui-ci a été accusé en 2016 de violences sexuelles à l’encontre de la chanteuse Kesha, dont il était le producteur. Il a produit une dizaine de chansons de la rappeuse et notamment ses plus gros titres Rules, Say So, Like That, Juicy, Need To Know ou encore You Right. En fait, Doja Cat est liée au producteur depuis 2013, via sa signature dans son label Kemosabe Records, soit 3 ans avant les accusations de violences sexuelles et Dr Luke a été acquitté des chefs d’accusation mais son image est définitivement ternie par cette affaire. Il lui est par ailleurs très difficile de se libérer du contrat avec son label.
En mars 2020, pendant la pandémie de Covid-19, elle choque en déclarant que le Covid-19 n’était « qu’une grippe » et qu’elle n’en avait pas peur. En juillet 2020, elle a confirmé avoir eu le Covid-19, où elle a ressenti les symptômes pendant 4 jours,.
Plus tard, en octobre 2020, elle est critiquée pour avoir participé à la fête d’Halloween et d’anniversaire de Kendall Jenner en pleine pandémie de Covid-19.
En juillet 2023, Doja Cat a fait face à des réactions négatives à la suite des commentaires de Threads suggérant qu'elle n'apprécie pas ses fans, pour lesquels elle a perdu plus de 250 000 abonnés sur Instagram.
Le 6 octobre 2023, Doja Cat a publié un selfie d'elle portant un t-shirt représentant le comédien d'extrême droite Sam Hyde sur Instagram. La photo a suscité de nombreuses réactions négatives en ligne et elle a ensuite supprimé la photo, republiant un autre selfie avec l'image de Hyde éditée hors du cadre.

## Discographie
- 2014 : Purrr! (EP)
- 2018 : Amala
- 2019 : Hot Pink
- 2021 : Planet Her
- 2023 : Scarlet
- 2024 : Scarlet 2 CLAUDE (EP)
- 2025 : Vie

## Distinctions
Ce tableau regroupe les nominations et distinctions de Doja Cat dans les plus grandes cérémonies musicales : American Music Awards, Billboard Music Awards, Grammy Awards, MTV Video Music Awards ou encore la cérémonie musicale française NRJ Music Awards.
| Organisateur(s)        | Nb éditions | Nb nominations | Nb prix gagnés |
| ---------------------- | ----------- | -------------- | -------------- |
| American Music Awards  | 2020 à 2021 | 9              | 5              |
| Billboard Music Awards | 2020 à 2021 | 6              | 1              |
| Grammy Awards          | 2021 à 2022 | 11             | 1              |
| MTV Video Music Awards | 2020 à 2021 | 10             | 3              |
| NRJ Music Awards       | 2020 à 2021 | 3              | 1              |

| Organisateur(s)        | Année | Catégorie                                          | Nomination                              | Résultat   | Ref.   |
| ---------------------- | ----- | -------------------------------------------------- | --------------------------------------- | ---------- | ------ |
| American Music Awards  | 2020  | Nouvel artiste de l'année                          | Doja Cat                                | Lauréat    | [ 77 ] |
| American Music Awards  | 2020  | Artiste féminine Soul/R&B de l'année               | Doja Cat                                | Lauréat    | [ 77 ] |
| American Music Awards  | 2020  | Album Soul/R&B de l'année                          | Hot Pink                                | Nomination | [ 77 ] |
| American Music Awards  | 2020  | Vidéo de l'année                                   | Say So                                  | Nomination | [ 77 ] |
| American Music Awards  | 2021  | Artiste féminine Pop/Rock de l'année               | Doja Cat                                | Nomination | [ 78 ] |
| American Music Awards  | 2021  | Artiste féminine Soul/R&B de l'année               | Doja Cat                                | Lauréat    | [ 78 ] |
| American Music Awards  | 2021  | Collaboration de l'année                           | Kiss Me More (featuring SZA)            | Lauréat    | [ 78 ] |
| American Music Awards  | 2021  | Chanson Pop/Rock de l'année                        | Kiss Me More (featuring SZA)            | Nomination | [ 78 ] |
| American Music Awards  | 2021  | Album Soul/R&B de l'année                          | Planet Her                              | Lauréat    | [ 78 ] |
| Billboard Music Awards | 2020  | Meilleure chanson R&B                              | Juicy (featuring Tyga)                  | Nomination | [ 79 ] |
| Billboard Music Awards | 2021  | Meilleur nouvel artiste                            | Doja Cat                                | Nomination | [ 80 ] |
| Billboard Music Awards | 2021  | Meilleur artiste R&B                               | Doja Cat                                | Nomination | [ 80 ] |
| Billboard Music Awards | 2021  | Meilleur artiste féminin R&B                       | Doja Cat                                | Lauréat    | [ 80 ] |
| Billboard Music Awards | 2021  | Meilleur album R&B                                 | Hot Pink                                | Nomination | [ 80 ] |
| Billboard Music Awards | 2021  | Meilleure chanson R&B                              | Say So                                  | Nomination | [ 80 ] |
| Grammy Awards          | 2021  | Meilleur nouvel artiste                            | Doja Cat                                | Nomination | [ 81 ] |
| Grammy Awards          | 2021  | Meilleur enregistrement de l'année                 | Say So                                  | Nomination | [ 81 ] |
| Grammy Awards          | 2021  | Meilleure prestation pop solo                      | Say So                                  | Nomination | [ 81 ] |
| Grammy Awards          | 2022  | Meilleur enregistrement de l'année                 | Kiss Me More (featuring SZA)            | Nomination | [ 82 ] |
| Grammy Awards          | 2022  | Chanson de l'année                                 | Kiss Me More (featuring SZA)            | Nomination | [ 82 ] |
| Grammy Awards          | 2022  | Meilleure prestation vocale pop d'un duo ou groupe | Kiss Me More (featuring SZA)            | Lauréat    | [ 82 ] |
| Grammy Awards          | 2022  | Album de l'année                                   | Planet Her                              | Nomination | [ 82 ] |
| Grammy Awards          | 2022  | Meilleur album vocal Pop                           | Planet Her                              | Nomination | [ 82 ] |
| Grammy Awards          | 2022  | Meilleure prestation Rap mélodique                 | Need to Know                            | Nomination | [ 82 ] |
| Grammy Awards          | 2022  | Meilleure chanson de Rap                           | via Best Friend (Saweetie ft. Doja Cat) | Nomination | [ 82 ] |
| Grammy Awards          | 2022  | Album de l'année                                   | via Montero, album de Lil Nas X         | Nomination | [ 82 ] |
| MTV Video Music Awards | 2020  | Meilleur nouvel artiste                            | Doja Cat                                | Lauréat    | [ 83 ] |
| MTV Video Music Awards | 2020  | Chanson de l'année                                 | Say So                                  | Nomination | [ 83 ] |
| MTV Video Music Awards | 2020  | Meilleure réalisation                              | Say So                                  | Nomination | [ 83 ] |
| MTV Video Music Awards | 2020  | Chanson de l'été                                   | Say So                                  | Nomination | [ 83 ] |
| MTV Video Music Awards | 2021  | Artiste de l'année                                 | Doja Cat                                | Nomination | [ 84 ] |
| MTV Video Music Awards | 2021  | Meilleure collaboration                            | Kiss Me More (featuring SZA)            | Lauréat    | [ 84 ] |
| MTV Video Music Awards | 2021  | Vidéo de l'année                                   | Kiss Me More (featuring SZA)            | Nomination | [ 84 ] |
| MTV Video Music Awards | 2021  | Meilleure direction artistique                     | via Best Friend (Saweetie ft. Doja Cat) | Lauréat    | [ 84 ] |
| MTV Video Music Awards | 2021  | Meilleurs effets visuels                           | You Right (avec The Weeknd)             | Nomination | [ 84 ] |
| MTV Video Music Awards | 2021  | Chanson de l'été                                   | Need to Know                            | Nomination | [ 84 ] |
| NRJ Music Awards       | 2020  | Révélation internationale de l'année               | Doja Cat                                | Lauréat    | [ 85 ] |
| NRJ Music Awards       | 2020  | Clip de l'année                                    | Say So                                  | Nomination | [ 85 ] |
| NRJ Music Awards       | 2021  | Artiste féminine internationale de l'année         | Doja Cat                                | Nomination |        |